# О Рен
О Рен (на френски: Haut-Rhin, „Горен Рейн“) е департамент в регион Гранд Ест, източна Франция. Образуван е през 1790 година от южните части на провинция Елзас. Площта му е 3525 км², а населението – 764 205 души (2016). Административен център е град Колмар.